# Olivgrüner Schlangenstern
Der Olivgrüne Schlangenstern  (Ophiarachna incrassata) lebt auf Sandböden und Korallenschutt in den Korallenriffen des tropischen Indopazifik. Er kommt von der Küste Ostafrikas bis nach Japan, Hawaii und den Inseln des südlichen Pazifik in Tiefen von 5 bis 40 Metern vor. Im westlichen Indischen Ozean ist er relativ selten, von Sri Lanka bis Hawaii häufig. Er ist in der Lage, kleine Fische zu erbeuten, doch frisst er auch andere Kleintiere und Aas.

## Merkmale
Der Olivgrüne Schlangenstern ist relativ groß. Sein Körper erreicht einen Durchmesser von fünf Zentimeter, die fünf Arme erreichen den vier- bis fünffachen Körperdurchmesser und werden bis zu 25 Zentimeter lang. Seine Farbe ist olivgrün, Exemplare aus tiefen Regionen können auch leuchtend gelbgrün oder zitronengelb sein. Auf der Oberseite des Körpers zeigt sich ein Muster von kleinen, in Reihen angeordneten hellen Punkten, die dunkel eingefasst sein können. Die Arme sind einfarbig. Lediglich die Stacheln an den Armseiten, die länger als die Armsegmente sind, sind hell und grün oder braun geringelt.

## Lebensweise und Ernährung
Der Olivgrüne Schlangenstern ist nachtaktiv und hält sich tagsüber unter Steinen verborgen. Er ernährt sich vor allem von bodenbewohnenden Wirbellosen, frisst aber auch Aas und Detritus. In australischen Gewässern wurde beobachtet, dass er gezielt kleine tagaktive Fische fängt, die in der Abenddämmerung in ihre Nachtquartiere zurückkehren. Der Schlangenstern täuscht dabei eine natürliche kleine Höhlung vor, in die manche Fische hinein schwimmen. Sobald sich ein Fisch unter der Körperscheibe des Schlangensterns befindet, schließt dieser seine Arme rasch um das Beutetier zusammen. Im Raine-Island-Nationalpark fraß er die Fleischreste von Meeresschildkröten, die Tigerhaie bei ihrer Mahlzeit zurückgelassen hatten.

## Fortpflanzungszyklus
Die Art seiner Fortpflanzung ist unbekannt. Man vermutet aber, dass der Olivgrüne Schlangenstern eine brutpflegende Art ist, die ihre Larven in Bruttaschen an der Unterseite des Körpers hütet. Meerwasseraquarianer berichteten über das plötzliche Auftreten winziger, weniger als einen Millimeter im Durchmesser messender roter Schlangensterne auf dem Lebendgestein. Die Jungtiere sind tagaktiv und ernähren sich möglicherweise zunächst von Schwämmen. Bei einem Durchmesser von 16 Millimeter färbte sich zunächst das äußere Drittel der Arme grün. Die Übergangszone zum roten, körpernahen Armteil ist ein schmales gelbes Band. Bei einem Durchmesser von vier bis fünf Zentimeter ist die Umfärbung abgeschlossen und die Schlangensterne haben das Erscheinungsbild der ausgewachsenen Tiere.

## Aquarienhaltung
Der Olivgrüne Schlangenstern wird zum Zweck der Aquarienhaltung gefangen und ist im Meerwasseraquarium langlebig und ausdauernd. Er ist gefräßig und kann, wenn er nicht ausreichend gefüttert wird, kleine Fische überwältigen.